# Test de McNemar
En statistique, le test de McNemar est un test statistique, alternative non-paramétrique au test T pour des échantillons appariés, il permet de comparer au maximum deux valeurs mesurées.
Il porte le nom de Quinn McNemar, qui l'a introduit en 1947.

## Conditions du test
Ce test repose uniquement sur les effectifs de couples discordants et n’est valide que si le nombre total de couples discordants est suffisamment important (un effectif de 10 est souvent retenu).

## Procédure du test
Dans ce test on tient compte uniquement des valeurs discordantes c'est-à-dire celles qui ont une valeur différentes entre les deux mesures. Soit A la proportion de valeurs ayant eu la valeur X à la première mesure et la valeur Y à la seconde mesure et B la proportion de valeurs ayant eu la valeur Y à la première mesure et la valeur X à la seconde mesure. La statistique de test notée K vaut donc :
{\displaystyle K={\frac {(A-B)^{2}}{A+B}}}.
Cette statistique est ensuite comparée à la valeur seuil dans la table de la loi du Chi-deux avec un degré de liberté de 1.
Si K est strictement supérieur à la valeur seuil, alors on rejette l'hypothèse nulle qui supposait que les différences observées entre les valeurs n'étaient dues qu'au hasard.

## Exemple numérique
On compare les résultats d'un nouveau test médical (test A) par rapport à un test existant (test B), afin de vérifier la fiabilité du nouveau test par rapport à l'ancien. Pour ce faire les deux tests sont appliqués sur une cohorte de patients dont le diagnostic (malade, pas malade) est connu. L'hypothèse nulle est que les deux tests produisent des résultats équivalents.
La matrice de confusion des résultats des deux tests sur ces patients est la suivante :
|                     | Test A: Malade | Test A: Pas malades | Total |
| ------------------- | -------------- | ------------------- | ----- |
| Test B: Malade      | 101            | 121                 | 222   |
| Test B: Pas malades | 59             | 33                  | 92    |
| Total               | 160            | 154                 | 314   |

Dans cet exemple, {\displaystyle K={(121-59)^{2} \over {121+59}}=21.35}. Rapporté à la table de la loi du χ2 avec un degré de liberté, ce résultat correspond à une valeur p inférieure à 0.001, indiquant que l'hypothèse nulle est rejetée et donc que les résultats des deux tests diffèrent significativement.

## Extension du test
Dans le cas où l'on aurait k échantillons appariés (avec k>2) il est possible d'utiliser le test Q de Cochran.